# Pholiota elegans
Pholiota elegans är en svampart som tillhör divisionen basidiesvampar, och som beskrevs av Jacobsson. Pholiota elegans ingår i släktet tofsskivlingar, och familjen Strophariaceae. Arten är reproducerande i Sverige.